# بكسل واتش

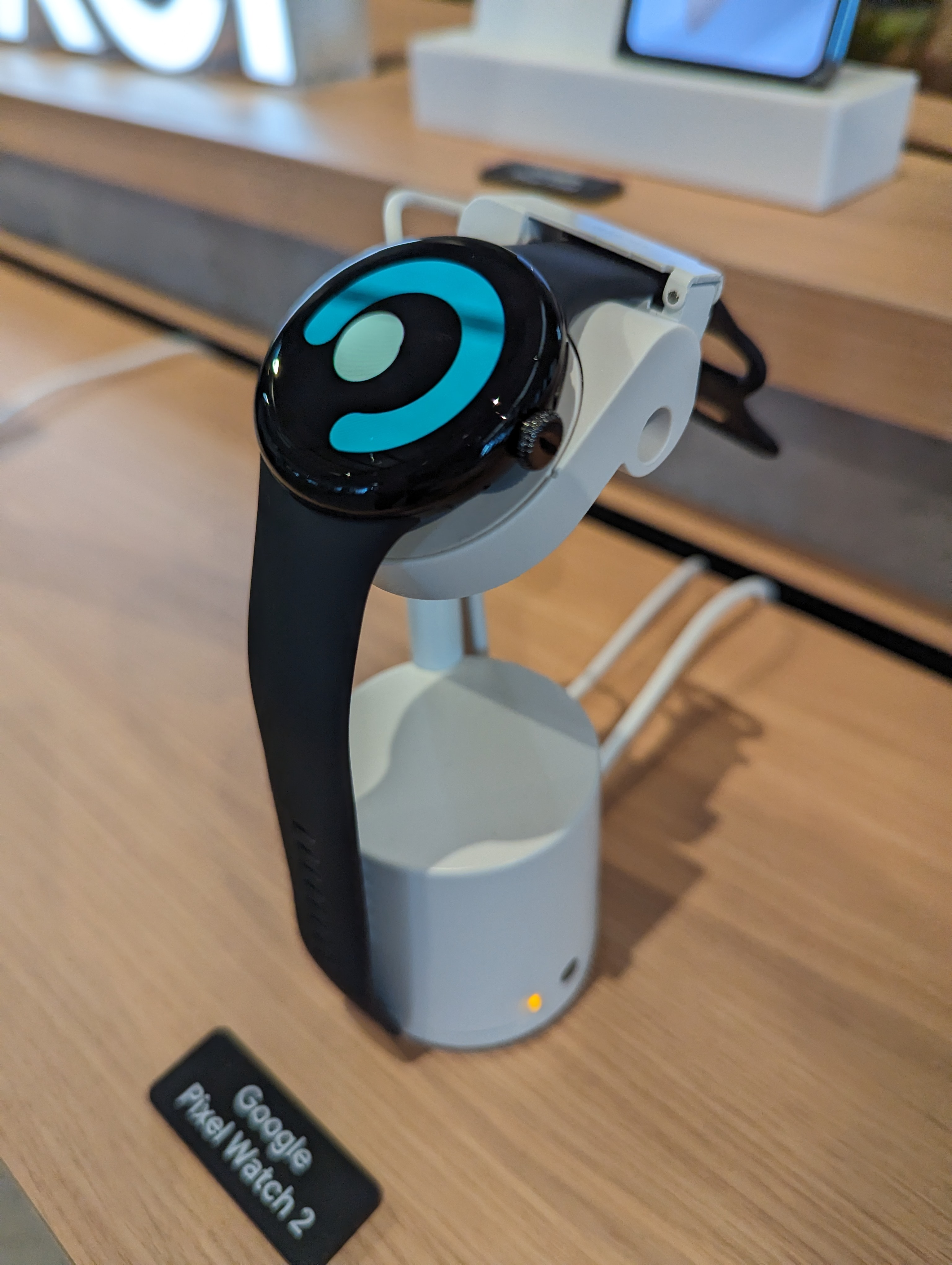
Pixel Watch 2

بكسل واتش هي ساعة ذكية تعمل بنظام التشغيل وير أو إس تم تصميمها وتطويرها وتسويقها بواسطة جوجل كجزء من خط إنتاج جوجل بكسل. تم عرضها لأول مرة في مايو 2022 خلال حدث جوجل آي/أو، وهي تتميز بشاشة دائرية على شكل قبة بالإضافة إلى تكامل كبير مع فيتبيت، التي استحوذت عليها جوجل في 2021. تم تطوير ساعتين ذكيتين تحملان علامة بكسل في جوجل بحلول يوليو 2016 ، ولكن تم إلغاؤهما قبل إصدارهما بسبب مخاوف رئيس الأجهزة ريك أوستيرلوه من عدم ملاءمتهما بشكل جيد مع أجهزة بكسل الأخرى. بدأ تطوير ساعة جديدة تحمل علامة بكسل بعد فترة وجيزة من استحواذ جوجل على فيتبيت.
تم الإعلان رسميًا عن ساعة بكسل واتش في 6 أكتوبر 2022 في حدث صنع من جوجل السنوي، وتم إصدارها في الولايات المتحدة في 13 أكتوبر.

## المواصفات

### التصميم
تتميز بكسل ووتش بواجهة دائرية للساعة بتصميم مقبب، وتاج مادي، وإطار ساعة مصنوع من الفولاذ المقاوم للصدأ المعاد تدويره مرتبط بأحزمة مصممة خصيصًا. تتوفر 18 عائلة من واجهات الساعة، كل واحدةٍ منها قابلة للتخصيص بدرجة كبيرة. وهي متوفرة في أربعة أزواج من ألوان العلبة/الربطة:
|               |                 |           |                |                |
| الغطاء        | الشمبانيا الذهب | أسود لامع | الفضة المصقولة | الفضة المصقولة |
| الفرقة النشطة | بندق            | سبج       | فحم            | الطباشير       |

### النظام
يتم شحن بكسل واتش مع نظام Wear OS 3.5، وتتميز بتكامل عميق مع فيتبيت. وهو متوافق مع الهواتف الذكية التي تعمل بنظام أندرويد والتي تعمل بنظام التشغيل أندرويد 8.0 أو أعلى، وتأتي مع تطبيق بكسل واتش للجوال المتاح للتنزيل من متجر جوجل بلاي. أجهزة الآيفون غير مدعومة.